# ورزشگاه بولارت-دللیس
ورزشگاه بولارت-دللیس (به فرانسوی: Stade Bollaert-Delelis) در شهر لان واقع در فرانسه قرار دارد.این ورزشگاه در سال ۱۹۳۳ افتتاح شد.این ورزشگاه ۳۵۰۰۰ صندلی ظرفیت دارد.مستاجر این ورزشگاه تیم لن میباشد.

## جام ملت‌های اروپا ۱۹۸۴
این ورزشگاه در جام ملت‌های اروپا ۱۹۸۴ دو بازی را میزبانی کرد.

## جام جهانی ۱۹۹۸
این ورزشگاه در جام جهانی ۱۹۹۸ شش بازی را میزبانی کرد.

## جام ملت‌های اروپا ۲۰۱۶
این ورزشگاه در جام ملت‌های اروپا ۲۰۱۶ چهار بازی را میزبانی کرد.